# William Blake (économiste)
William Blake (31 janvier 1774 - 1852) est un économiste classique britannique qui contribue à la première théorie de la Parité de pouvoir d'achat .

## Biographie
Il est né à Londres le 31 janvier 1774, fils de William et Alicia Blake. Il fait ses études à la Charterhouse School et entre au Trinity College de Cambridge en 1789. Il obtient son diplôme de BA en 1793 en tant que 7e wrangler, devient membre du collège en 1795 et obtient son diplôme de maîtrise en 1796 . Abandonnant sa bourse en 1797, il entre au Lincoln's Inn et est admis au barreau en 1799 .
Blake est élu membre de la Royal Society en 1807 . Il est président de la Geological Society of London en 1815–6, qu'il a rejoint en 1812 ,. Il devient membre de la Royal Geographical Society en 1830 . Il appartient également au Political Economy Club, à partir de 1831, et au King of Clubs Dining Club des Whigs ,,.

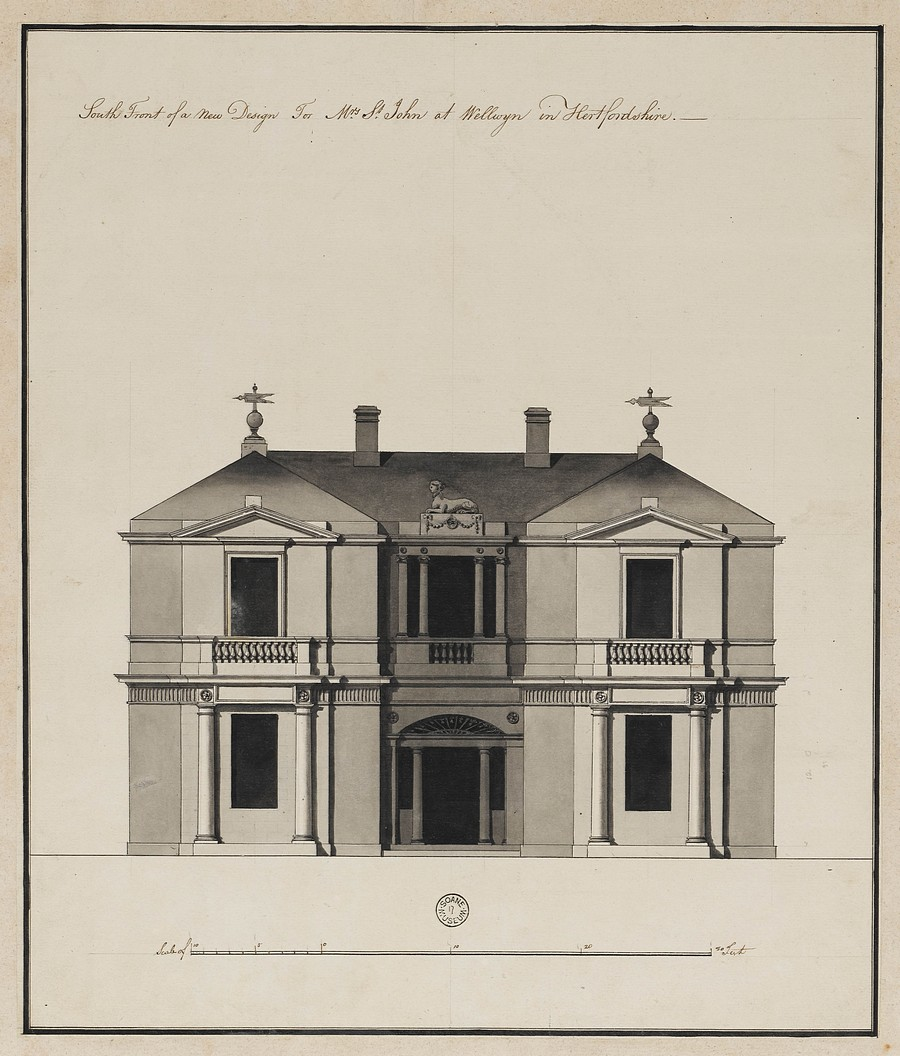
St John's Lodge, dessin architectural original de Robert Adam ; la conception réelle a été quelque peu modifiée.

Blake loue St John's Lodge à Welwyn, Hertfordshire, avec un parc de 130 acres, à partir de 1819. Il achète la propriété en 1824, changeant le nom en Danesbury ,. Il est haut shérif du Hertfordshire en 1836 .

## Opinions économiques
Blake est initialement connu comme bullioniste, l'un des écrivains monétaires du début du XIXe siècle . Il publie des observations sur les principes qui régissent le cours des changes et sur l'ardoise actuelle dépréciée de la monnaie (1810) . Pendant un demi-siècle, elle est considérée comme une autorité de premier plan en matière de taux de change . Il fait fortement référence aux écrits de John Wheatley . Fossati fait valoir que les débats sur la monnaie et le crédit bancaire pour les rapports parlementaires britanniques de 1804 et 1810 ont clarifié la théorie, aux mains de Wheatley et d'autres, dont notamment Blake et John Leslie Foster (en) (avec Walter Boyd, Lord King et Henry Thornton) . Joseph Lowe, qui écrit de nombreuses critiques de la littérature lors du débat sur les lingots, approuve le contenu de Blake mais se plaint qu'il est verbeux .
La brochure de 1823 de Blake sur les dépenses publiques, Observations on the Effects Produced by Government Expenditure during the Restriction of Cash Payments, fait cependant sensation. C'est un travail pionnier de sa période, et est considéré comme ayant anticipé la théorie du transfert de Frank William Taussig ,. David Ricardo écrit une réponse et Blake une réplique . Ricardo écrit des notes sur Blake qui sont restées inédites jusqu'en 1951. Les questions de définition tourmentent encore les discussions : l'idée de Ricardo de la dépréciation obscurcit, selon Blake, les problèmes. Comme de nombreux contemporains, Blake utilise la balance commerciale de manière incohérente ou peu claire comme terme .
L'opinion de Mark Blaug est que Blake a mis en évidence des "angles morts" dans la théorie de Ricardo . Ricardo écrit à son correspondant Hutches Trower que John Ramsay McCulloch n'a pas réussi à dissuader Blake de ses "opinions récemment publiées"  en fait, comme il l'a dit à McCulloch, Ricardo a vu le journal avant sa publication et a conclu que Blake est plus d'accord avec lui qu'il ne le pense . John Stuart Mill, en examinant l'ouvrage, nie la capacité des gouvernements à stimuler l'activité économique . Mill défend la Loi de Say, tandis que Blake est plus en sympathie avec les vues de Robert Malthus sur la dépression économique du début des années 1820 (bien qu'il ait ajouté une clause de non-responsabilité sur le fait de ne pas discuter en termes de politique publique) ,. Mill, en défendant Ricardo, interprète la doctrine orthodoxe sur l'exportation de l'or d'une manière qui concède sa part dans le commerce bilatéral . Il a en fait utilisé certaines des idées de Blake dans son ouvrage ultérieur Essays on Some Unsettled Questions of Political Economy (1844), sans attribution.
McCulloch réimprime plus tard la brochure de 1810 de Blake, la louant dans son introduction de 1857.

## Famille
Blake épouse Mary Nash le 25 juillet 1797 (mettant fin à sa bourse) et le couple hérite des domaines de John Darker . La mort en 1822 d'Edward Loveden Loveden de Buscot Park, qui a épousé Anne, la sœur de Mary, leur apporte un héritage . Ils ont trois fils et cinq filles. 
- William John Blake, homme politique ;
- Frederic Rodolph Blake, officier de l'armée ;
- Henry Woolaston Blake, associé de Boulton & Watt [11]

- Mary, qui épouse Wilhelm, baron (Freiherr) de Biel et a résidé à Zierow [34]
- Ellen, qui épouse John Alexander Hankey ;
- Caroline, qui épouse Henry Davidson;
- Emily, qui épouse Christopher William Puller ;
- Frances (Fanny), célibataire [11],[35]